# EGON
EGON은 대한민국의 가수다. 2021년 싱글 《D Flight》로 데뷔했다.

## 방송
- 드랍더비트 (2022) - Top48(33위)

## 음반
- D Flight (feat. Boi B & Untell) (2021)
- Chuck (feat. Hanhoryong) (2022)
- 너의 너의 너의 (feat. Cloudybay) (2022)